# Mixdorf
Mixdorf is een gemeente in de Duitse deelstaat Brandenburg, en maakt deel uit van de Landkreis Oder-Spree.
Mixdorf telt 914 inwoners.

## Demografie
- Ontwikkeling van de bevolking sinds 1875 binnen de huidige grenzen (blauwe lijn: Bevolking; stippellijn: Vergelijking van de ontwikkeling van de bevolking van de deelstaat Brandenburg, Grijze achtergrond: tijdens de nazi-regering, Rode achtergrond: tijdens de communistische regering)

| Jaar | Inwoners |
| ---- | -------- |
| 1875 | 670      |
| 1890 | 317      |
| 1910 | 312      |
| 1925 | 307      |
| 1933 | 288      |
| 1939 | 268      |
| 1946 | 388      |
| 1950 | 360      |
| 1964 | 316      |
| 1971 | 313      |

| Jaar | Inwoners |
| ---- | -------- |
| 1981 | 263      |
| 1985 | 279      |
| 1989 | 265      |
| 1990 | 262      |
| 1991 | 259      |
| 1992 | 277      |
| 1993 | 389      |
| 1994 | 634      |
| 1995 | 838      |
| 1996 | 958      |

| Jaar | Inwoners |
| ---- | -------- |
| 1997 | 1 032    |
| 1998 | 1 063    |
| 1999 | 1 074    |
| 2000 | 1 060    |
| 2001 | 1 055    |
| 2002 | 1 051    |
| 2003 | 1 043    |
| 2004 | 1 037    |
| 2005 | 1 020    |
| 2006 | 1 009    |

| Jaar | Inwoners |
| ---- | -------- |
| 2007 | 993      |
| 2008 | 972      |
| 2009 | 958      |
| 2010 | 955      |
| 2011 | 940      |
| 2012 | 927      |
| 2013 | 914      |
| 2014 | 917      |
| 2015 | 906      |
| 2016 | 912      |

| Jaar | Inwoners |
| ---- | -------- |
| 2017 | 907      |
| 2018 | 908      |
| 2019 | 902      |
| 2020 | 914      |

Bad Saarow ·
Beeskow ·
Berkenbrück ·
Briesen (Mark) ·
Brieskow-Finkenheerd ·
Diensdorf-Radlow ·
Eisenhüttenstadt ·
Erkner ·
Friedland ·
Fürstenwalde/Spree ·
Gosen-Neu Zittau ·
Groß Lindow ·
Grünheide ·
Grunow-Dammendorf ·
Jacobsdorf ·
Langewahl ·
Lawitz ·
Mixdorf ·
Müllrose ·
Neißemünde ·
Neuzelle ·
Ragow-Merz ·
Rauen ·
Reichenwalde ·
Rietz-Neuendorf ·
Schlaubetal ·
Schöneiche bei Berlin ·
Siehdichum ·
Spreenhagen ·
Steinhöfel ·
Storkow ·
Tauche ·
Vogelsang ·
Wendisch Rietz ·
Wiesenau ·
Woltersdorf ·
Ziltendorf